# Javier Zanetti
Javier Adelmar Zanetti (10 d'agost del 1973 a Buenos Aires, Argentina) és un exfutbolista argentí d'ascendència italiana, que jugava de lateral dret. Va jugar la majoria de la seva carrera esportiva a l'Inter de Milà de la Lliga italiana de futbol.
Conegut per la seva versatilitat, era expert tant en l'esquerra com a la dreta, després d'haver jugat a tots dos cantons com a lateral defensiu i com a extrem. També podia jugar com a migcampista defensiu o central.
En retirar-se, el club va retirar la seva samarreta de número 4 i el va nomenar vicepresident.

## Trajectòria
Javier Zanetti va debutar al Talleres de la tercera divisió argentina el 1992.
El 1993 va ser traspassat al Banfield on va marcar el seu primer gol contra Newell's Old Boys. Allà començà a agafar protagonisme per la seva habilitat com a lateral, amb gran capacitat ofensiva i notable capacitat defensiva.
Arribà a l'Inter de Milà el 1995 on s'ha convertit en el capità de l'equip. Ha guanyat 7 títols: una Copa de la UEFA el 1998, dues Copes d'Itàlia el 2005 i 2006, tres Supercopes d'Itàlia el 2005, 2006 i 2008, i quatre Lligues Italianes corresponents a les temporades 2005/06, 2006/07, 2007/08, 2008/09.
Juntament amb la seva dona crearen la Fundació Pupi per la recuperació social dels nens pobres.

## Palmarès

### Inter de Milà
- Serie A: 2005-06, 2006-07, 2007-08, 2008-09, 2009-10
- Copa de la UEFA: 1997–98
- Copa d'Itàlia: 2004-05, 2005-06, 2009-10
- Supercopa d'Itàlia: 2005, 2006, 2008.
- Lliga de Campions: 2009-10
- Campionat del Món de Clubs: 2010

### Selecció argentina
- Jocs Panamericans: Medalla d'or en futbol (1995)
- Jocs Olímpics: Medalla de plata (1996)

### Individual
- FIFA 100[3]